# Dětrich Anhaltsko-Desavský
Dětrich Anhaltsko-Desavský (2. srpna 1702, Dessau – 2. prosince 1769, tamtéž) byl regent anhaltsko-desavského knížectví a pruský polní maršál z rodu Askánců.

## Život
Dětřich se narodil jako v pořadí třetí syn knížete Leopolda I. Anhaltsko-Desavského z rodu Askánců a hraběnky Anny Luisy z Anhaltu. V roce 1718 nastoupil do služeb pruské armády jako nadporučík a v letech 1734–1735 se zúčastnil polního tažení prince Evžena Savojského. Jelikož jeho nejstarší bratr Vilém Gustav zemřel ještě za života otce, zdědil v roce 1747 titul a moc jeho druhý nejstarší bratr Leopold II. Maximilián. Na pozici generálmajora se vyznamenal zejména v bitvách u Mollwitz a u Hohenfriedbergu, které byly součástí války o rakouské dědictví.

Po Leopoldově smrti roku 1751 se stal dědicem jeho nezletilí syn Leopold III. Anhaltsko-Desavský. Jelikož Dětřich byl jeho strýcem, spravoval anhaltsko-desavské knížectví po dobu 7 let od roku 1758. Měl také rozhodující vliv na výchově Leopolda III.

Za vojenské zásluhy obdržel od pruského krále Fridricha II. Velikého roku 1741 Řád černé orlice.

Zemřel bezdětný 2. prosince 1769 v rodném Dessau. Svůj dessavský palác odkázal potřebám tamější gymnaziální školy Philanthropinum.